# Diocese de Mabanza Congo
A Diocese de Mabanza Congo (em latim: Diœcesis Mabanzacongensis) também apelidada de Diocese de São Salvador do Congo, é uma circunscrição eclesiástica da Igreja Católica na Angola, pertencente à Província Eclesiástica de Luanda, sendo sufragânea da Arquidiocese de Luanda. A sé episcopal está na catedral de Nossa Senhora da Conceição, na cidade de Mabanza Congo, na província do Zaire.
Foi criada no dia 7 de novembro de 1984 pela bula Ex quo superno, pelo Papa João Paulo II, quando foi desmembrada da Diocese do Uíge. Foi primeiro bispo o senhor Dom Afonso Nteka.
Tem uma superfície de 39 459 km². Está localizada no norte de Angola, abarcando a totalidade da província do Zaire. A população do território diocesano é composta por inúmeras origens étnicas, mas com uma maioria de congos.

## História
Quando foi erigida a Diocese de Angola e Congo (atual Arquidiocese de Luanda), em 1596, pelo Papa Clemente VIII, a partir da Diocese de São Tomé e Príncipe, foi instalada em São Salvador do Congo (a atual Mabanza Congo). Recebeu o nome inicial de Diocese de São Salvador do Congo (Diœcesis Soterpolitana Congensis). A cidade chegou a sediar, simultaneamente, dois organismos administrativos católicos, quando instalou-se, em 1640, a Prefeitura Apostólica do Baixo Congo. Somente em 1716 é que a diocese mudou-se para Luanda, onde os bispos moravam para estar mais próximo das autoridades coloniais. Já em 1886 foi a vez da prefeitura apostólica mudar-se para Cabinda.
Pode-se dizer, assim, que a Arquidiocese de Luanda é a herdeira legal dos direitos da diocese-primaz de Angola, mas que a diocese de Mabanza Congo é a herdeira histórica.

## Lista de bispos de Mabanza Congo
|                          | Nome                                 | Período    | Notas  |
| Bispos                   | Bispos                               | Bispos     | Bispos |
| ------------------------ | ------------------------------------ | ---------- | ------ |
| 3º                       | Vicente Carlos Kiaziku, O.F.M.Cap.   | 2009-atual |        |
| 2º                       | Serafim Shyngo-Ya-Hombo, O.F.M.Cap.  | 1992-2008  |        |
| 1º                       | Afonso Nteka, O.F.M.Cap.             | 1984-1991  |        |
| Administrador Apostólico |                                      |            |        |
|                          | Serafim Shyngo-Ya-Hombo, O.F.M. Cap. | 2008-2009  |        |